# Pablo Barzola
Pablo Maximiliano Barzola (San Martín, 17 novembre 1983) è un ex calciatore argentino, di ruolo difensore.

## Caratteristiche tecniche
È un terzino destro che può giocare anche nella fascia opposta.

## Palmarès

### Club
- Campionato francese di seconda divisione: 1

Caen: 2009-2010

### Nazionale
- Giochi panamericani: 1

Santo Domingo 2003